# Маргарита де Медичи
Маргарѝта де Мèдичи (на италиански: Margherita de' Medici, * 21 или 31 май 1612, Флоренция, Велико херцогство Тоскана; † 6 февруари 1679, Парма, Херцогство Парма и Пиаченца) от фамилията Медичи, е принцеса от Великото херцогство Тоскана и чрез брак херцогиня на Парма и Пиаченца, и регентка на херцогството (1646 – 1648).

## Произход
Тя е втората дъщеря на Великия херцог на Тоскана Козимо II де Медичи (* 1590, † 1621) и ерцхерцогиня Мария Магдалена Австрийска (* 1589, † 1631). Нейни дядо и баба по бащина линия са Фердинандо I де Медичи, велик херцог на Тоскана, и Кристина Лотарингска, а по майчина – Карл II, ерцхерцог на Австрия, и принцеса Мария Ана Баварска. Има пет братя и две сестри:
- Мария Кристина де Медичи (* 1609 † 1632), неомъжена, инвалид

- Фердинандо II де Медичи (* 1610 † 1670), меценат, 5-и Велик херцог на Тоскана от 1621 г., съпруг на Витория дела Ровере
- Джовани Карло де Медичи (* 1611 † 1663), кардинал
- Маргерита Медичи (* 1612 † 1679), съпруга на херцог Одоардо I Фарнезе, регентка на Херцогство Парма и Пиаченца (1646 – 1648)
- Матиас де Медичи (* 1613 † 1667), военен, управител на Сиена (1629 – 1636, 1641 – 1643, 1644 – 1667), неженен
- Франческо де Медичи (* 1614 † 1634), военен, неженен
- Анна де Медичи (* 1616 † 1676), ерцхерцогиня на Предна Австрия като съпруга на  ерцхерцог Фердинанд Карл Австрийски-Тирол
- Леополдо де Медичи (* 1617 † 1675), кардинал, губернатор на Сиена

## Биография

### Ранни години
Детството на принцесата преминава в двора на Флоренция. Като всички деца на Великите херцог и херцогинята тя получава добро образование: владее латински и италиански, познава литературата, музиката и изкуството.
На 14 февруари 1627 г. принцеса Маргарита е сгодена за Одоардо I Фарнезе, херцог на Парма и Пиаченца, който преди това е бил сгоден за по-голямата ѝ сестра, принцеса Мария Кристина. Предишният годеж продължава седем години и е прекратен поради влошаване на здравословните проблеми с булката. В интерес на двата дома е взето решение за нов годеж.
Династичният брак, който осигурява съюза между Херцогство Парма и Кралство Франция, което се стреми да разшири влиянието си върху италианските държави. По съвет на първия министър, кардинал дьо Ришельо, вдовстващата кралица Мария де Медичи, която е братовчедка на Великия херцог на Тоскана, предлага Козимо II да омъжи принцеса Маргарита за най-малкия ѝ син Гастон, херцог на Орлеан, а на Херцога на Парма да дадат принцеса Анна де Медичи, най-малката дъщеря на Великия херцог. Планът на вдовстващата кралица е подкрепен от папа Урбан VIII, но е отхвърлен от дворовете на Парма и Флоренция.

### Херцогиня и регентка
На 11 октомври 1628 г. в катедралата на Флоренция се състои сватбата на принцеса Маргарита и херцог Одоардо I Фарнезе. Сватбените тържества продължават в Парма, където младоженците пристигат на 6 декември същата година. В тяхна чест Театър Фарнезе представя премиерата на операта „Меркурий и Марс“ по музика на Клаудио Монтеверди и текст на Клаудио Акилени. По време на управлението на Одоардо I и Маргарита през 1630 г. избухва епидемия от чума, една от последиците от която е недоволството на поданиците, засилено от контраста между лукса на двора и данъчното бреме върху хората, а също и от профренската политика на херцога.
Съпругът на Маргарита умира от инсулт на 12 септември 1646 г. в Пиаченца. Вдовстващата херцогиня става регентка на непълнолетния си син и управлява заедно със своя девер, кардинал Франческо Мария Фарнезе, след чиято смърт на 12 юли 1647 г. тя изпълнява задълженията на регентството сама. През същата година Маргарита прави поклонение в Базиликата на Светия дом в Лорето. На 17 септември 1648 г. херцог Ранучо II Фарнезе поема независимо управление. Почти веднага между него и майка му възникват търкания, появата на които Маргарита отдава на влиянието на държавния секретар Якопо Гауфридо. Вдовстващата херцогиня не без основание смята последния за френски шпионин и не го харесва от управлението на покойния си съпруг. Тя иска да направи държавен секретар генерал Франческо Серафини, който се радва на нейното покровителство. Накрая, след поражението във Втората война за Херцогство Кастро, тя успява да постигне изгонването на Гауфридо, който е екзекутиран през януари 1650 г. в Пиаченца.

### Късни години
Маргарита не е в добри контакти с двете снахи на най-големия си син. През април 1660 г. херцог Ранучо II се жени за първи път за принцеса Маргарита Виоланта Савойска. Почти веднага между свекървата и снахата възниква взаимна вражда. Поради това разногласията със сина ѝ ескалират толкова много, че той съветва майка си да се върне във Флоренция. През октомври 1660 г. отношенията им окончателно се влошават. Херцогинята отпразнува Нова година сама. През април 1661 г. тя заминава за Флоренция за сватбата на своя племенник, престолонаследника принц Козимо III и принцеса Маргарита Луиза Орлеанска, и не бърза да се върне. Маргарита пристига в Парма през август 1661 г. Отношенията ѝ със сина ѝ се подобряват едва след смъртта на първата му съпруга поради раждане през април 1663 г. Година по-късно Ранучо II се жени за втори път за принцеса Изабела д'Есте, към която майка му изпитва същата неприязън, както към първата си снаха.
Отстранена от държавните дела от сина си, херцогинята поддържа активна кореспонденция с братята си. В писмата си до тях тя пише как се забавлява, например с риболов и лов, за здравето си, интересува се от здравословното им състояние. През 1671 г. вдовстващата херцогиня остава известно време в Инсбрук с по-малката си сестра Анна де Медичи, графиня на Тирол и ерцхерцогиня на Австрия. Тя пише последното си писмо в последния ден на януари 1679 г. Маргарита де Медичи умира на 6 февруари 1671 г. в Парма и е погребана в гробницата на Дом Фарнезе в базиликата на Богородица на заграждението. В памет на херцогинята в храмовете в Парма и Пиаченца са прочетени епитафии, написани от Отавио Ланди, Бенедето Бакини и Феличе Ротонди.

## Възгледи и интереси
През целия си живот Маргарита поддържа близки отношения с Флоренция, където също пътува през 1639 и 1651 г. Тя е привърженичка на сближаването на позициите на Дом Медичи и Дом Фарнезе във външната политика. При нея пармският двор е силно повлиян от флорентинската култура и придворния етикет. Маргарита покровителства балета и операта. По покана на херцогинята певецът Иполито Фузай, който служи при брат ѝ, кардинал Леополдо де Медичи, многократно изнася концерти в Парма. Покровителства и художници. Любимият ѝ художник е Юстус Сустерманс, който рисува няколко нейни портрета на различни възрасти. Портретът на херцогинята от 1635 г. е нарисуван от Франческо Копа, поръчан от кардинал Джанкарло де Медичи, друг от братята ѝ. С последния я свързва и страстта към градинарството.
Според портрети и източници от онова време Маргарита не е била красива жена, но е компенсирала това с други качества, била е приветлива, добродушна и отлично образована. Въпреки че е уреден по политически причини, бракът с Одоардо Фарнезе е щастлив и подпечатан от пълна взаимна вярност.

## Брак и потомство
∞ 11 октомври 1628 във Флоренция за херцог Одоардо I Фарнезе (* 28 април 1612, Парма, † 11 септември 1646, Пиаченца), син на херцога на Парма Ранучо I Фарнезе и на Маргерита Алдобрандини, племенница на папа Климент VIII, от когото има 5 сина и 3 дъщери:
- Катерина Фарнезе (* 2 октомври 1629, † 11 октомври 1629)
- Ранучо II Фарнезе (* 17 септември 1630, Кортемаджоре; † 11 декември 1694, Парма), херцог на Парма и Пиаченца от 1646, ∞ 1. за Маргарита Виоланта Савойска (* 15 ноември 1635, † 29 април 1663), от която няма деца 2. 18 февруари 1664 за братовчедка си Изабела д’Есте (* 3 октомври 1635, † 21 август 1666), от която има един син и две дъщери 3. октомври 1668 за Мария д’Есте (* 8 декември 1644, † 20 август 1684), полусестра на втората му съпруга, от която има седем деца
- Алесандро Фарнезе (* 10 януари 1635, Парма; † 18 февруари 1689, Мадрид), управител на Хабсбургска Нидерландия (1678 – 1682), неженен. Има двама извънбрачни сина и две извънбрачни дъщери от метресата си.
- Орацио Фарнезе (* 24 януари 1636, † 2 ноември 1656), генерал на Венецианските рицари, неженен
- Мария Катерина Фарнезе (* 3 септември 1637, † 27 април 1684), монахиня
- Мария Магдалена Фарнезе (* 15 юли 1638, † 11 март 1693), неомъжена
- Пиетро Фарнезе (* 20 април 1639, Пиаченца; † 4 март 1677, Парма), неженен
- Отавио Франческо Фарнезе (* 5 януари 1641, † пр. 4 август 1641), погребан в Сан Систо в Пиаченца

- Одоардо I Фарнезе,
 съпруг
- Ранучо II, 
син
- Алесандро, син
- Орацио,
 син